# Річард Віндзор, герцог Глостерський
Принц Річард, герцог Глостерський (англ. Prince Richard, Duke of Gloucester (Richard Alexander Walter George); нар. 26 серпня 1944) — член британської королівської сім'ї, праправнук королеви Вікторії, онук короля Георга V, двоюрідний брат королеви Єлизавети II.
Хрещений в Віндзорському замку, серед хресних була тітка новонародженого королева Єлизавета Боуз-Лайон, дружина Георга VI. За умов Другої світової війни місце хрестин (як і всіх подій, пов'язаних з королівською сім'єю) було засекречено, і в газетах було написано, що племінника короля хрестили в одній з каплиць країни.
Успадковував титул герцога Глостера від свого батька принца Генрі в 1974 році (його мати Аліса, герцогиня Глостерська померла у віці 103 років у 2004 році). Є 31-м в порядку британського престолонаслідування на березень 2024 року. По прямій чоловічій лінії принц Річард — старший в роду Віндзорів, нащадків королеви Вікторії і Альберта Саксен-Кобург-Готського (тобто, якби у Великій Британії при цій же правлячій династії діяв салічний закон, який не допускає жіночого спадкування, він був би королем).
У 1960-і роки Річард займався архітектурою і думав спеціалізуватися в цій галузі, однак загибель в авіаційній катастрофі старшого брата Вільяма (1941—1972) зробила його спадкоємцем герцогства і пов'язала з ним відомі зобов'язання перед короною (необхідність представляти Єлизавету II в різних організаціях, наносити візити та інше). Цікавиться архітектурою і збереженням історичних пам'яток і в даний час. Найвищий патрон історичного товариства імені Річарда III (свого тезки і також герцога Глостерського).
8 липня 1972 одружився з датчанкою Біргітте ван Дерс. Їхній єдиний син Олександр, спадкоємець герцогства (нар. 1974) носить титул графа Ольстерського, а онук, син Олександра по імені Ксан (Зан, нар. 2007) — лорда Куллодена. У герцога Глостерського є також дві дочки, леді Давіна (нар. 1977) і леді Роуз (нар. 1980). Діти й онуки герцога Глостерського входять у порядок британського спадкування, проте не мають посад Корони і не титулуються Королівська Високість.